# 中大通
中大通（529年十月－534年十二月）是梁武帝萧衍的第四个年号，共计5年餘。

## 纪年
| 中大通 | 元年  | 二年  | 三年  | 四年  | 五年  | 六年  |
| ------ | ----- | ----- | ----- | ----- | ----- | ----- |
| 公元   | 529年 | 530年 | 531年 | 532年 | 533年 | 534年 |
| 干支   | 己酉  | 庚戌  | 辛亥  | 壬子  | 癸丑  | 甲寅  |

## 逝世
梁昭明太子蕭統於531年逝世。

## 参看
- 中国年号索引
- 同期存在的其他政权年号
  - 永安（528年九月－530年十月）：北魏政权北魏孝莊帝元子攸年号
  - 更興或更新（530年六月－532年十二月）：北魏政权汝南王元悅年号
  - 建明（530年十月－531年二月）：北魏政权元晔年号
  - 普泰（531年二月—十月）：北魏政权元恭年号
  - 中興（531年十月－532年四月）：北魏政权安定王元朗年号
  - 太昌（532年四月—十二月）：北魏政权北魏孝武帝元修年号
  - 永興（532年十二月）：北魏政权北魏孝武帝元修年号
  - 永熙（532年十二月－534年十二月）：北魏政权北魏孝武帝元修年号
  - 神嘉（525年十二月－535年三月）：北魏時期領導劉蠡升年号
  - 神獸（528年七月－530年四月）：北魏時期領導万俟丑奴年号
  - 天平（534年十月－537年十二月）：東魏政权東魏孝靜帝元善見年号
  - 章和（531年－548年）：高昌政权麴坚年号